# 将棋の女流タイトル在位者一覧
将棋の女流タイトル在位者一覧（しょうぎのタイトルざいいしゃいちらん）は、将棋の女流タイトル在位者の一覧であり、1974年（昭和49年）度に女流名人位戦が発足してから現在までの8タイトル各年度の在位者を網羅する。タイトル在位期間は次期の番勝負終了までとなる。

## 一覧
| - 開催年度と月は番勝負が行われた年月。 - 在位者名はタイトル獲得時点での名前に統一。 - 3期以上のタイトルを獲得した女流棋士等の名前には着色している。 - 永 - 永世称号の規定条件達成 - Q - クイーン称号の規定条件達成（退会者も含む） - 初 - 個人の初獲得タイトル - 終 - 個人の最終保持タイトル（引退棋士のみ） - 奨 - 奨励会所属者（女流棋士でない者） |

### 2019年以降（清麗、白玲開始）
| 開催 年度   | 女子オープン 4-5月 | 女子オープン 4-5月 | 女流王位戦 5-6月 | 女流王位戦 5-6月 | 清麗戦 7-8月 | 清麗戦 7-8月  | 白玲戦 9-11月 | 白玲戦 9-11月 | 女流王将戦 10月 | 女流王将戦 10月 | 女流王座戦 10-12月 | 女流王座戦 10-12月 | 倉敷藤花戦 11月 | 倉敷藤花戦 11月 | 女流名人戦 1-2月 | 女流名人戦 1-2月 | 備 考                                                           |
| 開催 年度   | 女王               | 女王               | 女流王位         | 女流王位         | 清麗         | 清麗          | 白玲          | 白玲          | 女流王将        | 女流王将        | 女流王座           | 女流王座           | 倉敷藤花        | 倉敷藤花        | 女流名人         | 女流名人         | 備 考                                                           |
| 2025 (令7)  | 18                 | 福間香奈           | 36               | 福間香奈         | 7            | 福間か 渡部愛 | 5             |               | 47              |                 | 15                 |                    | 33              |                 | 52               |                  | 福間 六冠(3度目、女子オープン・女王)                            |
| 2024 (令6)  | 17                 | 西山朋佳           | 35               | 福間香奈         | 6            | 福間香奈Q     | 4             | 西山朋佳      | 46              | 西山朋佳Q       | 14                 | 福間香奈           | 32              | 福間香奈        | 51               | 福間香奈         | 福間 クイーン清麗獲得 西山 クイーン王将獲得                     |
| 2023 (令5)  | 16                 | 西山朋佳           | 34               | 里見香奈         | 5            | 里見香奈      | 3             | 西山朋佳      | 45              | 西山朋佳        | 13                 | 里見香奈           | 31              | 里見香奈        | 50               | 福間香奈         | 里見香奈が福間に改姓（2024年1月）                               |
| 2022 (令4)  | 15                 | 西山朋佳永         | 33               | 里見香奈         | 4            | 里見香奈      | 2             | 里見香奈      | 44              | 西山朋佳        | 12                 | 里見香奈           | 30              | 里見香奈        | 49               | 西山朋佳         | 西山 永世女王獲得 里見 六冠(2度目、白玲戦)、全8タイトル獲得(初) |
| 2021 (令3)  | 14                 | 西山朋佳           | 32               | 里見香奈         | 3            | 加藤桃子      | 1             | 西山朋佳      | 43              | 里見香奈        | 11                 | 里見香奈Q          | 29              | 里見香奈        | 48               | 伊藤沙恵初       | 里見 クイーン王座獲得                                           |
| 2020 (令2)  | 13                 | 奨西山朋佳         | 31               | 里見香奈         | 2            | 里見香奈      | (白玲戦 創設) | (白玲戦 創設) | 42              | 奨西山朋佳      | 10                 | 奨西山朋佳         | 28              | 里見香奈        | 47               | 里見香奈         | 「白玲戦・女流順位戦」創設 里見 女流名人12連覇                  |
| 2019 (令元) | 12                 | 奨西山朋佳         | 30               | 里見香奈Q        | 1            | 里見香奈      | －            | －            | 41              | 奨西山朋佳      | 9                  | 奨西山朋佳         | 27              | 里見香奈        | 46               | 里見香奈         | 「清麗戦」創設 里見 六冠(初、清麗戦)・クイーン王位獲得          |
| 開催 年度   | 女王               | 女王               | 女流王位         | 女流王位         | 清麗         | 清麗          | 白玲          | 白玲          | 女流王将        | 女流王将        | 女流王座           | 女流王座           | 倉敷藤花        | 倉敷藤花        | 女流名人         | 女流名人         | 備 考                                                           |
| 開催 年度   | 女子オープン 4-5月 | 女子オープン 4-5月 | 女流王位戦 5-6月 | 女流王位戦 5-6月 | 清麗戦 8-9月 | 清麗戦 8-9月  | 白玲戦 9-11月 | 白玲戦 9-11月 | 女流王将戦 10月 | 女流王将戦 10月 | 女流王座戦 10-12月 | 女流王座戦 10-12月 | 倉敷藤花戦 11月 | 倉敷藤花戦 11月 | 女流名人戦 1-2月 | 女流名人戦 1-2月 | 備 考                                                           |

### 2010年 - 2018年（女流王座開始）
| 開催 年度   | 女子オープン 4-5月  | 女流王位戦 5-6月 | 女流王将戦 10月 | 女流王座戦 10-12月 | 倉敷藤花戦 11月 | 女流名人戦 1-2月   | 備 考                                                    |
| 開催 年度   | 女王                | 女流王位         | 女流王将        | 女流王座           | 倉敷藤花        | 女流名人           | 備 考                                                    |
| 2018 (平30) | 第11期 奨西山朋佳初 | 第29期 渡部愛初  | 第40期 里見香奈 | 第8期 里見香奈     | 第26期 里見香奈 | 第45期 里見香奈    | 非女流棋士同士による初のタイトル戦(女子オープン)         |
| 2017 (平29) | 奨加藤桃子          | 里見香奈         | 里見香奈        | 里見香奈           | 里見香奈        | 里見香奈           |                                                          |
| 2016 (平28) | 奨加藤桃子          | 里見香奈         | 里見香奈Q       | 里見香奈           | 里見香奈        | 里見香奈           | 里見 クイーン王将獲得                                    |
| 2015 (平27) | 奨加藤桃子          | 里見香奈         | 里見香奈        | 奨加藤桃子         | 里見香奈        | 里見香奈           |                                                          |
| 2014 (平26) | 奨加藤桃子          | 甲斐智美         | 香川愛生        | 奨加藤桃子         | 甲斐智美終      | 里見香奈           | 「女流名人位戦」が「女流名人戦」に改称                   |
| 2013 (平25) | 里見香奈            | 甲斐智美         | 香川愛生初      | 里見香奈           | 甲斐智美        | 里見香奈Q          | 里見 五冠(初、女子オープン)・クイーン名人獲得            |
| 2012 (平24) | 上田初美            | 里見香奈         | 里見香奈        | 奨加藤桃子         | 里見香奈Q       | 里見香奈           | 里見 クイーン倉敷藤花獲得                                |
| 2011 (平23) | 上田初美初          | 甲斐智美         | 里見香奈        | 第1期 奨加藤桃子初 | 里見香奈        | 里見香奈           | 「女流王座戦」創設 加藤 非女流棋士のタイトル戦出場・獲得 |
| 2010 (平22) | 第3期 甲斐智美初    | 第21期 甲斐智美  | 第32期 里見香奈 | －                 | 第18期 里見香奈 | 第37期 里見香奈    | 女流王位戦、開催時期を5-6月に移動 清水 18年ぶり無冠      |
| 開催 年度   | 女王                | 女流王位         | 女流王将        | 女流王座           | 倉敷藤花        | 女流名人           | 備 考                                                    |
| 開催 年度   | 女子オープン 4-5月  | 女流王位戦 5-6月 | 女流王将戦 10月 | 女流王座戦 10-12月 | 倉敷藤花戦 11月 | 女流名人位戦 1-2月 | 備 考                                                    |

### 1993年 - 2009年（倉敷藤花、女王開始）
| 開催 年度   | 女子オープン 4-5月 | 女流王将戦 5-6月 10月 | 女流王位戦 10-11月 | 倉敷藤花戦 11月  | 女流名人位戦 1-2月 | 備 考 |
| 開催 年度   | 女王               | 女流王将              | 女流王位           | 倉敷藤花         | 女流名人           | 備 考 |
| 2009 (平21) | 第2期 矢内理絵子   | 第31期 清水市代       | 第20期 清水市代    | 第17期 里見香奈  | 第36期 里見香奈    | 女流王将戦、番勝負を5番から3番に縮小し、開催時期を10月に移動して再開 清水 最年長タイトル(40歳10か月、女流王位戦) |
| 2008 (平20) | 矢内理絵子         | 清水市代              | 石橋幸緒終         | 里見香奈初       | 清水市代           | 「女流王将戦」休止。                                                                                             |
| 2007 (平19) | －                 | 清水市代              | 石橋幸緒           | 清水市代         | 矢内理絵子         | 「女子オープン」創設                                                                                             |
| 2006 (平18) | －                 | 千葉涼子              | 清水市代           | 斎田晴子         | 矢内理絵子         | 4タイトルを4人が分け合う 清水 女流王位9連覇                                                                      |
| 2005 (平17) | －                 | 千葉涼子初            | 清水市代           | 清水市代         | 矢内理絵子         | |
| 2004 (平16) | －                 | 中井広恵              | 清水市代           | 清水市代         | 清水市代           | |
| 2003 (平15) | －                 | 中井広恵              | 清水市代           | 中井広恵         | 清水市代           | |
| 2002 (平14) | －                 | 中井広恵              | 清水市代           | 中井広恵         | 中井広恵           | 中井 三冠(女流王将戦)                                                                                            |
| 2001 (平13) | －                 | 清水市代              | 清水市代           | 中井広恵         | 中井広恵           | |
| 2000 (平12) | －                 | 清水市代Q             | 清水市代           | 清水市代         | 斎田晴子           | 清水 クイーン王将獲得(クイーン四冠)                                                                              |
| 1999 (平11) | －                 | 石橋幸緒初            | 清水市代           | 清水市代         | 中井広恵           | |
| 1998 (平10) | －                 | 清水市代              | 清水市代Q          | 清水市代Q        | 清水市代           | 清水 四冠独占(2度目、女流王位戦)・ クイーン王位・クイーン倉敷藤花獲得                                            |
| 1997 (平9)  | －                 | 斎田晴子              | 矢内理絵子初       | 清水市代         | 清水市代           | |
| 1996 (平8)  | －                 | 清水市代              | 清水市代           | 清水市代         | 清水市代Q          | 清水 四冠独占(初、女流王将戦)・クイーン名人獲得                                                                  |
| 1995 (平7)  | －                 | 中井広恵              | 清水市代           | 清水市代         | 清水市代           | |
| 1994 (平6)  | －                 | 斎田晴子初            | 清水市代           | 清水市代         | 清水市代           | 清水 三冠(初、女流名人位戦)                                                                                      |
| 1993 (平5)  | －                 | 第15期 清水市代       | 第4期 清水市代     | 第1期 林葉直子終 | 第20期 中井広恵    | 「倉敷藤花戦」創設                                                                                               |
| 開催 年度   | 女王               | 女流王将              | 女流王位           | 倉敷藤花         | 女流名人           | 備 考 |
| 開催 年度   | 女子オープン 4-5月 | 女流王将戦 5-6月      | 女流王位戦 10-11月 | 倉敷藤花戦 11月  | 女流名人位戦 1-2月 | 備 考 |

### 1974年 - 1992年（女流名人、女流王将、女流王位開始）
| 開催 年度   | 女流王将戦 5-6月 | 女流王位戦 9-11月  | 女流名人位戦 1-2月 | 備 考                                                                          |
| 開催 年度   | 女流王将         | 女流王位           | 女流名人           | 備 考                                                                          |
| 1992 (平4)  | 第14期 清水市代  | 第3期 中井広恵     | 第19期 中井広恵Q   | 中井 クイーン名人獲得                                                          |
| 1991 (平3)  | 林葉直子         | 中井広恵           | 中井広恵           | 林葉 女流王将10連覇                                                            |
| 1990 (平2)  | 林葉直子Q        | 第1期 中井広恵     | 林葉直子           | 林葉 クイーン王将（将棋の日）                                                  |
| 1989 (平元) | 林葉直子         | －                 | 清水市代           | 「女流王位戦」創設                                                             |
| 1988 (昭63) | 林葉直子         | －                 | 中井広恵           |                                                                                |
| 1987 (昭62) | 林葉直子         | －                 | 清水市代初         |                                                                                |
| 1986 (昭61) | 林葉直子         | －                 | 中井広恵           |                                                                                |
| 1985 (昭60) | 林葉直子         | －                 | 中井広恵初         |                                                                                |
| 1984 (昭59) | 林葉直子         | －                 | 林葉直子           |                                                                                |
| 1983 (昭58) | 林葉直子         | －                 | 林葉直子           |                                                                                |
| 1982 (昭57) | 林葉直子初       | －                 | 林葉直子           | 林葉 史上最年少タイトル(14歳4か月、女流王将戦) 林葉 女流全冠制覇(全2冠、2人目) |
| 1981 (昭56) | 蛸島彰子         | －                 | 蛸島彰子終         | 蛸島 女流全冠制覇(全2冠、史上初)                                               |
| 1980 (昭55) | 蛸島彰子         | －                 | 山下カズ子終       |                                                                                |
| 1979 (昭54) | 第1期 蛸島彰子   | －                 | 山下カズ子         |                                                                                |
| 1978 (昭53) | －               | －                 | 山下カズ子         | 「女流王将戦」創設                                                             |
| 1977 (昭52) | －               | －                 | 山下カズ子初       |                                                                                |
| 1976 (昭51) | －               | －                 | 蛸島彰子           |                                                                                |
| 1975 (昭50) | －               | －                 | 蛸島彰子           |                                                                                |
| 1974 (昭49) | －               | －                 | 第1期 蛸島彰子初   | 「女流プロ名人位戦」創設                                                       |
| 開催 年度   | 女流王将         | 女流王位           | 女流名人           | 備 考                                                                          |
| 開催 年度   | 女流王将戦 4-6月 | 女流王位戦 10-11月 | 女流名人位戦 1-2月 | 備 考                                                                          |